# Булава (Хабаровский край)
Була́ва — село в Ульчском районе Хабаровского края России. Административный центр и единственный населённый пункт одноимённого сельского поселения. Расположено на правом берегу реки Амур между озёрами Ауриинское и Кади, в 62 километрах от районного центра (с. Богородское), в 757 километрах от краевого центра (г. Хабаровск), в 324 километрах от ближайшей железнодорожной станции (Комсомольск-на-Амуре).

## История
Официальной датой основания села Булава считается 1812 год. Селение было родовым стойбищем ульчей, основу хозяйства составляло рыболовство и охотничий промысел. Женская половина населения занималась сбором дикорастущих трав, ягод, кореньев. Из корней и молодых побегов тальника плели посуду, из бересты делали домашнюю утварь. Ульчам было известно и кузнечное дело: из железа изготавливали ножи, рыболовные крючки и другие необходимые предметы.
Название села произошло от Булау (древнего шаманского посоха). В давние времена на тот берег Амура,
где сейчас находится современное село Булава, приехали
люди. Они облюбовали это место, так как оно
было заслонено от морских ветров сопками,
покрытыми девственной тайгой, а на
противоположном берегу Амура простирались
пойменные луга, изрезанные
многочисленными протоками и маленькими
озерами, изобилующими рыбой, где
гнездились перелётные птицы и обитали
пушные звери.
Среди людей, облюбовавших это богатое
зверьём и рыбой место, находился шаман –
даи сагди ни, у которого был посох-булау (так
на ульчском языке называется посох шамана).
С помощью своего посоха старый шаман
помогал людям во всем: в обустройстве
жилья, в лечении сородичей от разных
болезней, просил таёжных духов помочь
охотникам добыть зверя, а для рыбаков у
хозяина воды - хорошего улова. И именно в
честь этого шаманского посоха-булау селение
стало называться Булау, а с приходом первых переселенцев с центральных регионов Российской Империи название преобразовалось в русское - Булава.
С середины XIX столетия с приездом русских поселенцев в Булаве стали развиваться огородничество и скотоводство. Ульчи обзавелись коровами, лошадьми, свиньями, козами, овцами, некоторые стали браться за разведение кур.
В 1860-х годах на Амуре открывается регулярное пароходное сообщение, появляется почта, её извозом начинают заниматься и жители села Булава. Новыми видами трудовой деятельности становятся заготовка дров и перевозка различных грузов, осуществляемая летом по воде на лодках, зимой — по льду на специально приобретенных для этих целей лошадях.
В 1872 году случилось сильное наводнение, у краевого центра уровень воды составил 722 см, но это событие мало отразилось на жизни села, ситуацию спасло наличие обширных площадей пойменных лугов.
В 1924 году в национальном селе Булава была открыта первая начальная (четырёхлетняя) школа для ульчских детей, затем преобразованная в 1951 году семилетнюю, а чуть позже — в восьмилетнюю (в 1975 году она стала средней).
Значительным событием для жителей Булавы было создание в селе кооперативного товарищества «Наша сила» («Мунг кусу») в 1928 году. Работники кооперации много сделали для ликвидации неграмотности среди рыбаков. Была открыта изба-читальня, создан фельдшерско-акушерский пункт.
В 1931 году возник рыболовецкий колхоз «В единении — сила» («Камур опуни — кусу»). Большое внимание уделялось и развитию земледелия.
В 1935 году жители селений Удан и Сучун, расположенных выше по Амуру и затопляемых повторяющимися наводнениями, переехали в Булаву. В июле того же года был организован колхоз имени Ленина. Создание колхоза, перестройка хозяйства, культуры и быта изменили внешний облик села, планировку усадеб, жилищ. В 30-е годы почти все колхозники обзавелись огородами, многие выстроили срубные дома. Некоторые ульчи по примеру русских стали переносить хозяйственные постройки и ставить их позади жилищ.
В 1930-х годах появляются магазин, ясли, клуб, здания сельского совета и правления колхоза, баня, конюшня; осуществляется радиофикация Булавы, открывается радиоузел и почта.
Во время Великой Отечественной войны почти все мужчины Булавы отправились на фронт, многие из них погибли во время войны. В 1945 году булавинцы в составе Красной Армии, Тихоокеанского флота и Краснознамённой Амурской флотилии приняли участие в разгроме японской Квантунской армии.
В 1950-х годах развернулось большое строительство жилых и общественных зданий: были построены школа, школьные столовая и мастерские, детские ясли, клуб, магазин. В то же время в селе появилась электростанция. Из-за череды наводнений 1956, 1958 и 1959 годов в 1959 году многие сельчане переселились подальше от берегов Амура. Сильнейшее наводнение произошло в 1958 году, тогда у столицы краевого центра (г. Хабаровск) уровень воды достиг отметки 759 см. В том же 1959 году двое крестьян Савельев и Меркулов кирками, ломами и лопатами вручную сделали дорогу через сопку, так как нижняя дорога была затоплена.
Во второй половине 1964 года объединились колхозы им. Ленина, им. Калинина, им. Чкалова и образовался один колхоз им. Калинина. В 1972 году Калиновское и Булавинское отделения бывшего колхоза им. Калинина были включены в состав рыболовецкого колхоза «Удыль». Этот колхоз в 1978 году был разукрупнён. Из его состава вышли отделения «Калиновка» и «Булава», на базе которых в селе Булава был создан новый колхоз «60 лет Октября».
В августе-сентябре 2013 года было самое сильное наводнение за всю историю наблюдений, в результате которого часть домов подтопило, в одном из домов вода плескалась под полом. Часть населения переселились на возвышенные места. По данным метеорологической станции, пик уровня воды 4 сентября 2013 года у краевого центра составил 808 см.

## Население
| 1992  | 2002  | 2010  | 2011  | 2012  | 2013  | 2014  |
| ----- | ----- | ----- | ----- | ----- | ----- | ----- |
| 2700  | ↘2235 | ↘1720 | ↘1710 | ↘1657 | ↘1639 | ↘1616 |
| 2015  | 2016  | 2017  | 2018  | 2020  | 2021  |       |
| ↘1532 | ↘1512 | ↘1500 | ↘1466 | ↘1437 | ↗1508 |       |